# 了然
了然（りょうねん、正保3年（1646年）- 正徳元年9月18日（1711年10月29日））は、江戸時代前期から中期にかけての黄檗宗の尼僧。武田信玄の曾孫葛山長爾の娘。名は総。字は了然。諱は元総。京都の出身。
初め後水尾天皇の中宮東福門院に出仕したのち、松田晩翠と結婚し二男三女を生んだ。しかし、1672年（寛文12年）松田の家を出て、中宮東福門院の孫にあたる好君に使えた。好君の没後、京都宝鏡寺の理忠女王（後水尾天皇の皇女）に師事して剃髪した。江戸にくだり黄檗宗の禅僧白翁道泰に入門を願ったが、美貌のため許されず、自ら顔面を焼いて入門を許された。1693年（元禄6年）武蔵国上落合村（現在東京都新宿区）に泰雲寺を創建し、白翁を勧請開山にむかえ、自らは2世を称した。